# Nicholas Oresko
Nicholas Oresko (18 de enero de 1917 - 4 de octubre de 2013) fue un veterano de combate estadounidense de la Segunda Guerra Mundial que recibió la Medalla de Honor por sus acciones valerosas en Alemania el 23 de enero de 1945.

## Biografía
Oresko nació en Bayonne, Nueva Jersey, el 18 de enero de 1917. Él era descendiente de los inmigrantes ucranianos.

### Segunda Guerra Mundial
Se unió al ejército de Estados Unidos en marzo de 1942. Fue enviado a Europa y llegó a Francia en septiembre de 1944, tres meses después del desembarco de Normandía. Un sargento de pelotón en la Compañía C, 1.er Batallón, 302 Regimiento de Infantería, 94 División de Infantería, pasó los siguientes meses con su unidad limpiando los bolsillos de soldados alemanes que habían sido desviados en el empuje inicial de los Aliados a través del norte de Francia. En diciembre de 1944, la 94 División se redistribuyó para reemplazar a la 90 División de Infantería como parte del Tercer Ejército del General Patton. La 94.ª División asumió posiciones frente a Westwall y la 11.ª División Panzer del alemán.
El 23 de enero de 1945, cerca de Tettingen, Alemania, el Sargento Mayor Oresko, sin ayuda y bajo el fuego enemigo, eliminó una posición de búnker alemán armado con una ametralladora. Gravemente herido por otra ametralladora enemiga de otro búnker, atacó ese búnker bajo fuego y destruyó la posición del enemigo. Nueve meses después, el 30 de octubre de 1945, fue galardonado con la Medalla de Honor. El presidente Harry Truman presentó formalmente la medalla a Oresko durante una ceremonia en la Casa Blanca.

### Después de la Segunda Guerra Mundial
Oresko se convirtió en el receptor de la Medalla de Honor más anciano luego de la muerte de Barney F. Hajiro en enero de 2011. Oresko vivió en Cresskill, Nueva Jersey.

#### Honores personales
Bayonne Elementary School No. 14 fue rebautizada a Nicolas Oresko School en su honor en julio de 2010.
En 2015, el Instituto Ucraniano de la Memoria Nacional produjo carteles que representan a diez ucranianos destacados que lucharon durante la Segunda Guerra Mundial. Entre ellos se encontraba Nicolás Oresko.
En septiembre de 2017, un Edificio del Sistema Escolar del Ejército de la Reserva del Ejército en Fort Lee, VA fue nombrado en su honor.

## Muerte
Oresko murió mientras se sometía a una cirugía por un fémur roto el 4 de octubre de 2013. Tenía 96 años.

## Citación de la medalla de honor
La citación oficial de la Medalla de Honor del Sargento Oresko dice: 
 M / Sgt. Oresko era un líder de pelotón con la Compañía C, en un ataque contra fuertes posiciones enemigas. Un fuego automático mortal desde los flancos cubrió su unidad. Al darse cuenta de que una ametralladora en un búnker cercano debía ser eliminada, rápidamente avanzó solo, desafiando las balas que le golpeaban, hasta que estaba lo suficientemente cerca como para lanzar una granada a la posición alemana. Se apresuró al búnker y, con el fuego de los rifles, mató a todos los ocupantes hostiles que sobrevivieron a la explosión de la granada. Otra ametralladora se abrió contra él, lo derribó y lo hirió gravemente en la cadera. Negándose a retirarse de la batalla, se colocó a la cabeza de su pelotón para continuar el asalto. Mientras la ametralladora y el fuego de rifle barrían el área, se lanzó solo delante de sus hombres a un segundo bunker. Con una granada, inutilizó a la ametralladora que defendía esta posición y luego eliminó a las tropas que lo manejaban con su rifle, completando su segundo ataque autoimpuesto de 1 hombre. Aunque débil por la pérdida de sangre, se negó a ser evacuado hasta que se asegurara que la misión se había realizado con éxito. A través de un pensamiento rápido, un coraje indomable y una devoción inquebrantable al ataque frente a la resistencia amarga y mientras está herido, M / Sgt. Oresko mató a 12 alemanes, evitó un retraso en el asalto e hizo posible que la Compañía C obtuviera su objetivo con un mínimo de bajas. 